# Antoni Uniechowski
Antoni Uniechowski (ur. 23 lutego 1903 w Wilnie, zm. 23 maja 1976 w Warszawie) – polski rysownik-ilustrator, scenograf.

## Życiorys
Urodził się w rodzinie Janusza Radogost-Uniechowskiego (1876–1924), kolekcjonera dzieł sztuki i antykwariusza, i Zofii z Jelskich (1882–1919). Jego siostrami były Zofia i Karola. Początkowo nauki pobierał w domu. Od 1916 uczęszczał do gimnazjum rosyjskiego w Mińsku Litewskim, w 1918 wraz z rodziną przeniósł się do Warszawy. Jako uczeń (od 1919) Gimnazjum im. św. Stanisława Kostki chodził na wieczorowe kursy rysunku Feliksa Słupskiego do Szkoły im. Wojciecha Gersona. W 1924 zapisał się do Szkoły Sztuk Pięknych jako wolny słuchacz, w 1925 uzyskał warunkowo prawa rzeczywistego słuchacza. W 1925 zdał eksternistycznie maturę w Gimnazjum im. Tadeusza Reytana. W 1930 ukończył studia plastyczne w Szkole Sztuk Pięknych u Karola Tichego (malarstwo) oraz Wojciecha Jastrzębowskiego (projektowanie brył i płaszczyzn). Zajmował się plakatem, scenografią filmową i teatralną, a przede wszystkim ilustracją książkową; tworzył lekkie i swobodne rysunki tuszem, lawowane akwarelą, gwaszem lub temperą; ilustrował m.in. Powiastki filozoficzne Voltaire’a (1948), Potop Henryka Sienkiewicza (1949), Monachomachię Ignacego Krasickiego (1953), Popioły Stefana Żeromskiego (1954), Lalkę (1962) i Emancypantki (1972) Bolesława Prusa, Małą księżniczkę Frances Hodgson Burnett (1980). W latach 1945–1956 współpracował z tygodnikiem „Przekrój”. Był członkiem Bloku Zawodowego Artystów Plastyków.
Okupację niemiecką spędził wraz z córką Krystyną w Warszawie. Utrzymywał się ze sprzedaży własnych rysunków i z prac dekoratorskich. Po upadku powstania warszawskiego znalazł się w obozie przejściowym w Pruszkowie. Później poprzez Grodzisk Mazowiecki i majątek Rzędowice k. Kielc dotarł do Krakowa. 
Po wojnie, w Krakowie rozpoczął działalność ilustratorską. W latach 1945–1956 był stale związany z tygodnikiem „Przekrój”, od 1945 sporadycznie współpracował z czasopismami: „Polonia”, „Przyjaciółka”, „Płomyk”, „Płomyczek”, „Uroda”, „Opinia”, „Panorama Północy”. Współpracował także z wydawnictwami „Nasza Księgarnia”, „Czytelnik”, PWN oraz „Iskry” jako ilustrator książek. W latach 40. prowadził zajęcia z rysunków w Studium Filmowym Instytutu Filmowego w Krakowie. W 1949 powrócił do Warszawy. Od 1950 był członkiem rzeczywistym Związku Polskich Artystów Plastyków. W styczniu 1957 zadebiutował jako scenograf w Teatrze Powszechnym przedstawieniem Podróż po Warszawie. Tworzył także scenografie do spektakli Teatru Telewizji. Ponadto był autorem plakatów teatralnych, filmowych i reklamowych, pocztówek, karnetów, kalendarzy, folderów, druków reklamowych, programów teatralnych i okładek płyt.
Dwukrotnie żonaty. W czasie studiów ożenił się z urodzoną w Wenecji Marią Assuntą de Liguori (1895–1941), z którą miał córkę Krystynę (1929–2011). Ożenił się powtórnie w 1954 z historykiem sztuki Felicją Sarną (ur. 1925), z którą miał córkę Konstancję (ur. 1957).
Zmarł w Warszawie, pochowany na cmentarzu Wojskowym na Powązkach (kwatera A 39-4-9).

## Ordery i odznaczenia
- Krzyż Kawalerski Orderu Odrodzenia Polski (11 lipca 1955)[4]
- Medal 10-lecia Polski Ludowej (19 stycznia 1955)[5]

## Nagrody
- 1948: Nagroda Ziemi Krakowskiej
- 1951: I nagroda na Ogólnopolskiej Wystawie Książki i ilustracji
- 1955: II nagroda na Ogólnopolskiej Wystawie ilustracji, Plakatu i Drobnych form
- 1960: Nagrody Prezesa Rady Ministrów za twórczość dla dzieci i młodzieży
- 1962: I nagroda Ministra Kultury i Sztuki na wystawie Książka i ilustracja w XV-lecie PRL
- 1965: Srebrny Medal na Międzynarodowych Targach Książki
- 1973: Nagroda II stopnia Ministra Kultury i Sztuki za całokształt twórczości w dziedzinie ilustracji książkowej.